# Mario Martiradonna
Mario Martiradonna (Bari, 28 augustus, 1938 - 20 november 2011) was een Italiaans voetballer die als verdediger speelde. 
Martiradonna speelde voor Teramo en Reggiana voordat hij in 1962 naar Cagliari ging. Voor deze club speelde hij van 1962 tot 1973 meer dan 300 wedstrijden. Met Cagliari promoveerde hij in 1964 en won hij de Serie A in 1970.